# London, Brighton and South Coast Railway

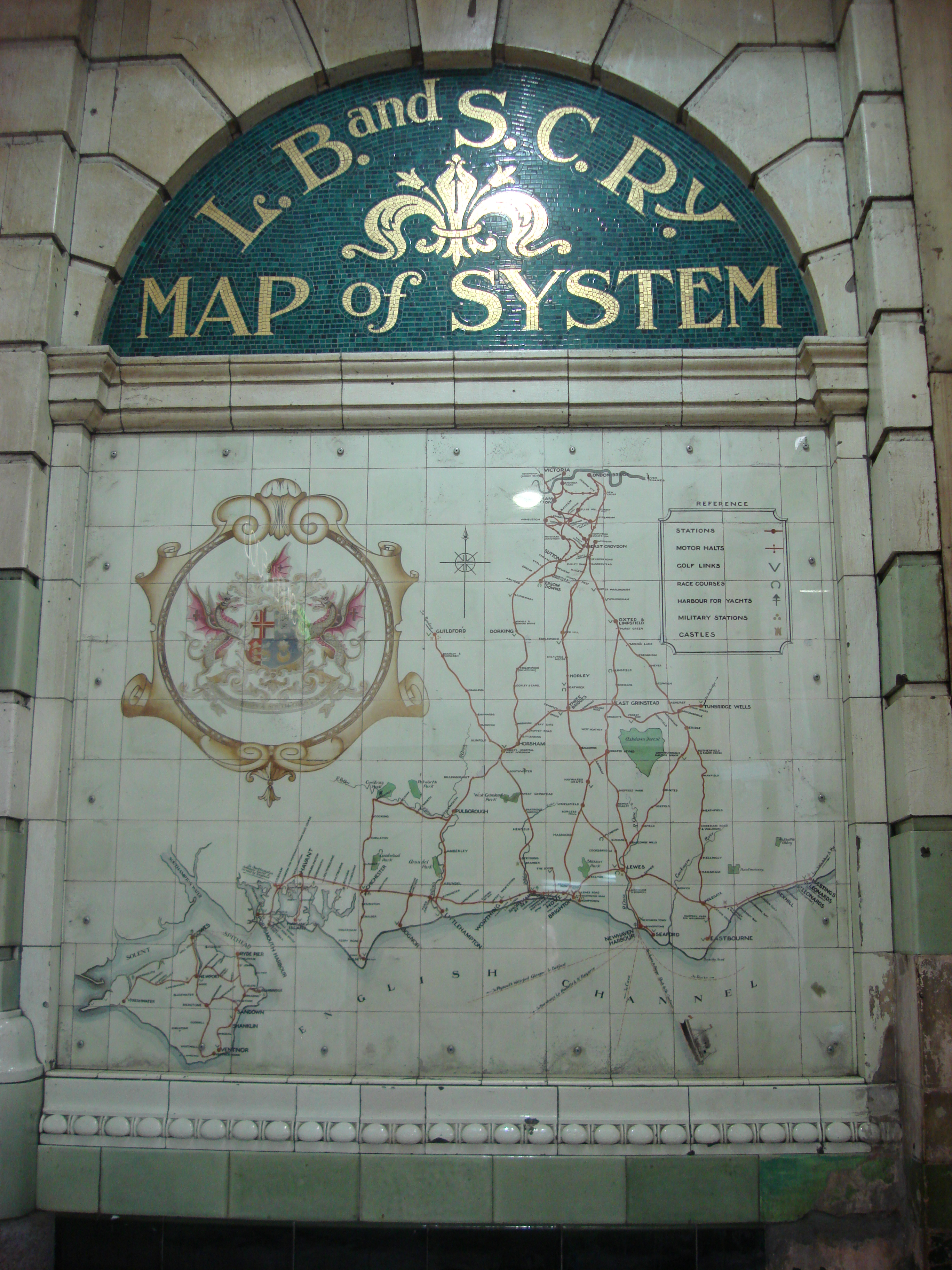
Historische Karte mit dem Liniennetz der London, Brighton and South Coast Railway im Bahnhof London Victoria Station

Die London, Brighton and South Coast Railway (Abkürzung LB&SCR oder LBSCR, auch als the Brighton line bekannt) war eine britische Eisenbahngesellschaft, die von 1846 bis 1922 existierte. Ihr Territorium bildete ungefähr ein Dreieck mit London an der Spitze und fast der gesamten Küste von Sussex als Basis. Es wurde im Westen durch die Strecken der London and South Western Railway (LSWR) begrenzt, im Osten durch die South Eastern and Chatham Railway (SE&CR). Die LB&SCR bot die direktesten Verbindungen zu den Seebädern der Südküste an, wie z. B. Brighton, Eastbourne und Worthing. In den südlichen Vororten von London existierte ein komplexes Netz von Vorortslinien.

## Geschichte
Die ersten Strecken der LB&SCR wurden zuerst von zwei verschiedenen Gesellschaften betrieben:
- Die 1835 gegründete London and Croydon Railway (L&CR) baute eine Strecke von London Bridge nach West Croydon, die am 15. Juni 1839 eröffnet wurde.
- Die London and Brighton Railway (L&BR) wurde 1837 gegründet und in abschnittsweise eröffnet: Brighton – Shoreham-by-Sea am 12. Mai 1840, Norwood (gemeinsamer Bahnhof mit der L&CR) − Haywards Heath am 12. Juli 1841 und Haywards Heath – Brighton am 21. September 1841.

Beide Gesellschaften fusionierten am 27. Juli 1846. Die Hauptbahnhöfe der Gesellschaft in London waren Victoria und London Bridge. Mit dem Inkrafttreten des Railways Act 1921 wurde die LB&SCR am 1. Januar 1923 zusammen mit der LSWR und der SE&CR zur Southern Railway fusioniert. Manche Dampflokomotiven der LB&SCR sind noch heute auf Museumseisenbahnen in Betrieb.
Bei der Elektrifizierung gehörte die LB&SCR in Großbritannien zu den Pionieren. Bereits 1903 erhielt sie die Genehmigung, die Vorortsstrecken umzubauen. Obschon die Strecken der Midland Railway von Lancaster nach Morecambe und Heysham bereits zuvor umgestellt worden waren, ging die LB&SCR bei der Umstellung weitaus konsequenter vor und verfügte über ein weitaus größeres Netz an elektrifizierten Bahnstrecken als die Midland Railway. Beide Unternehmen entschieden sich für ein System mit Oberleitung und 6600 Volt Wechselstrom, der Hauptlieferant war die AEG aus Berlin. Das Oberleitungsnetz hielt sich jedoch nur wenige Jahre, da die London and South Western Railway ein System mit Stromschienen ausrüstete und ihr Netz weitaus größer war als jenes der LB&SCR. Nach der Fusion wurden die früheren LB&SCR-Strecken ebenfalls mit Stromschienen ausgestattet.